# Dominic Howard
Dominic James Howard, más conocido como Dom Howard (Stockport, Inglaterra; 7 de diciembre de 1977) es un músico británico, más conocido por ser el baterista y percusionista de la banda inglesa Muse.

## Biografía
Dominic nació en Stockport, cerca de Mánchester, Inglaterra. Cuando tenía 8 años, se mudó con su familia a Teignmouth, un pequeño pueblo de la costa del condado de Devon. 
Empezó a tocar la batería a los 12 años, tras quedar impresionado por una banda de jazz que actuó en su escuela. Comenzó a tocar con su hermana mayor, y gracias a ella empezó a tener sus primeros contactos con el mundo artístico, a pesar de que no tenía nada que ver con su futuro trabajo. 
La primera banda de Dominic se llamó Gothic Plague, una banda fuertemente influenciada por el grunge que hacía versiones de bandas de la época, como Nirvana. Al cabo de un tiempo, el guitarrista de la banda abandonó, por lo que el grupo necesitaba encontrar a un sustituto. Dom, que conocía a Matthew Bellamy por sus actuaciones musicales en la escuela, le invitó a unirse a Carnage Mayhem como guitarrista. Bellamy aceptó, pero el grupo comenzó a tener problemas cuando los demás integrantes preferían hacer otras actividades juveniles más allá de la música. Además, algunos integrantes no estaban de acuerdo con la decisión de Bellamy de comenzar a componer canciones propias. Finalmente, solo Dom y Matt permanecieron en la banda. En búsqueda de un bajista, decidieron contactar con Christopher Wolstenholme, quien aceptó abandonar la batería por el bajo. En los primeros meses bautizaron a su banda como Rocket Baby Dolls, pero finalmente se quedaron con el nombre Muse.

## En vivo
En todas sus actuaciones dispone de un micrófono propio exclusivamente para saludar al público, siendo él el miembro que más suele interactuar con la audiencia. Durante la grabación de Absolution, mientras los tres miembros de la banda ensayaban los coros para la canción "Blackout", los técnicos notaban que alguien desafinaba, y finalmente vieron que era Howard, por lo que fue relegado de esa tarea. Hasta la fecha, lo único que Howard ha cantado en la banda han sido los coro del pre-estribillo de la versión de "Can't Take My Eyes Off You", el coro distorsionado de "Supermassive Black Hole", y algunos coros de "Uprising" y de "The Globalist".

## Vida personal
El 27 de junio de 2004, Muse se encontraba en una de sus actuaciones más extraordinarias, el acto de cierre del prestigioso Festival de Glastonbury, concierto que Bellamy calificó en ese momento como "el mejor de sus vidas". William Howard, padre de Dominic, fue a verlos, pero poco después de la finalización de su actuación, murió de un ataque cardíaco. Muse canceló algunos conciertos de su gira por respeto y en apoyo a Howard. 
El 26 de septiembre de 2008 Howard, junto con Bellamy y Wolstenholme, fue galardonado con el doctorado honoris causa en Artes por la Universidad de Plymouth.
Actualmente, Howard está comprometido con su novia Stacie Costello.

## Equipo
En los primeros álbumes fue fiel a la marca de batería Tama, utilizando casi siempre el modelo Tama Starclassic, en la mayoría de las ocasiones destruidas al final de las presentaciones. En 2006, durante la gira para promocionar su álbum de estudio Black Holes and Revelations, utilizó una Tama Starclassic Mirage (acrílico transparente). En el 2009 termina su contrato con Tama y empieza a ser patrocinado por DW. En contadas ocasiones ha sido visto utilizando baterías marca Peavey, Ludwig y Gretsch. En 2015 empieza a tocar baterías Q Drums. Siempre ha utilizado platillos marca Zildjian. Su configuración en directo se ha mantenido casi igual a lo largo de los años.

### Batería
Q Drums
- 22"x20" bass drum
- 12"x10" rack tom
- 16"x16" floor tom
- 18"x16" floor tom

Tarola:
- Drum Workshop - 14 x 6.5” Collector’s Series
- Ludwig - 14"x 6.5" Black Beauty Snare

### Platillos
Durante su carrera ha cambiado varias veces de set de platillos. Su set más reciente al finalizar la gira de Simulation Theory fue el siguiente:
De derecha a izquierda:
- Zildjian K 15" Sweet Hi Hats
- Zildjian K 18" Sweet Crash
- Zildjian K 23” Sweet Ride o también A 23" Sweet Ride
- Zildjian K Custom 20" Special Dry Crash
- Zildjian K Custom 18" Special Dry Trash China

### Parches (Drumheads)
- Remo Control Sound X (Snare Batter Head)
- Remo Pinstripe Clear (All Toms Batter Heads)
- Remo Clear Ambassadors o Diplomat Clear(Resonant Head For All Toms)
- Remo Clear Ambassadors Hazy (Resonant Head for Snare)
- Remo Clear Powerstroke 3 (Bass Drum Batter Head)
- Remo Ebony Ambassador (Bass Drum Resonant Head) con el logo de The 2nd Law

Hardware: DW 9000
Baquetas: Vic Firth American Jazz "AJ2".